# Leonhard Goppelt
Leonhard Goppelt (6 de novembro de 1911, Munique - 21 de dezembro de 1973) foi um teólogo e pastor luterano alemão.
Estudou Teologia em Tübingen e em Erlangen. Em 1938, foi admitido no ministério pastoral. Lecionou nas Universidades de Arlangen, Göttingen, Hamburgo e Munique.
Serviu na Wehrmacht, no batalhão de infantaria de 1941 a 1945.
Faleceu no auge de sua produção teológica e literária. Sua principal obra é o livro Teologia do Novo Testamento.